# ミュージケアーズ
ミュージケアーズ (MusiCares Foundation, Inc.,) は、1989年にナショナル・アカデミー・オブ・レコーディング・アーツ・アンド・サイエンスによって設立された基金。音楽業界のリソースや関心を、音楽コミュニティにおける健全性や福祉に対して直接的に影響を与える人的支援上の問題点に集めることを目的としている。基金の計画には緊急時の金銭支援、中毒症状からの更生支援、奉仕活動およびリーダーとしての活動、高齢者向け住宅などが含まれる。
ミュージケアーズは2004年9月に、薬物依存からの更生など支援を必要とするミュージシャンのためのミュージシャン支援計画を取り入れた。